# Іван Аґуелі
Іван Аґуелі (фр. Ivan Aguéli; 24 травня 1869 — 1 жовтня 1917) — шведський художник, який звернувся в іслам під ім'ям Абдул-Хаді. Звернув до суфійської традиції Рене Генона.
Народився в сім'ї ветеринара Юхана Габріеля Агелі (швед. Johan Gabriel Agelii). При народженні отримав ім'я Йоганна Густава Агелі. У 1889 прийняв ім'я Івана Агуелі і переїхав до Парижа. Навчався у художника Еміля Бернара. Мав дружні стосунки з російським анархістом князем Кропоткиним. У 1894 році піддався арешту за анархічну діяльність. У 1895 році здійснив вояж до Єгипту, де прийняв іслам. У 1899 році побував в Коломбо. У 1902 році першим з європейців вступив в каїрський університет Аль-Азхар і долучився до традиції Шазілія. У 1911 році він заснував в Парижі таємне суфійські суспільство Аль-Акбар.
У 1916 році переїхав до Іспанії, де загинув в Успіталеті під колесами поїзда.

## Галерея

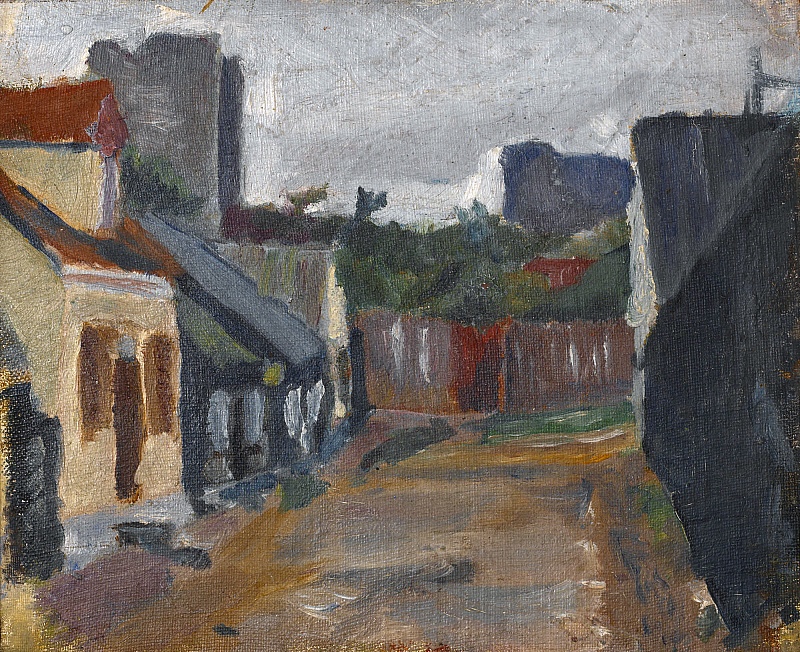
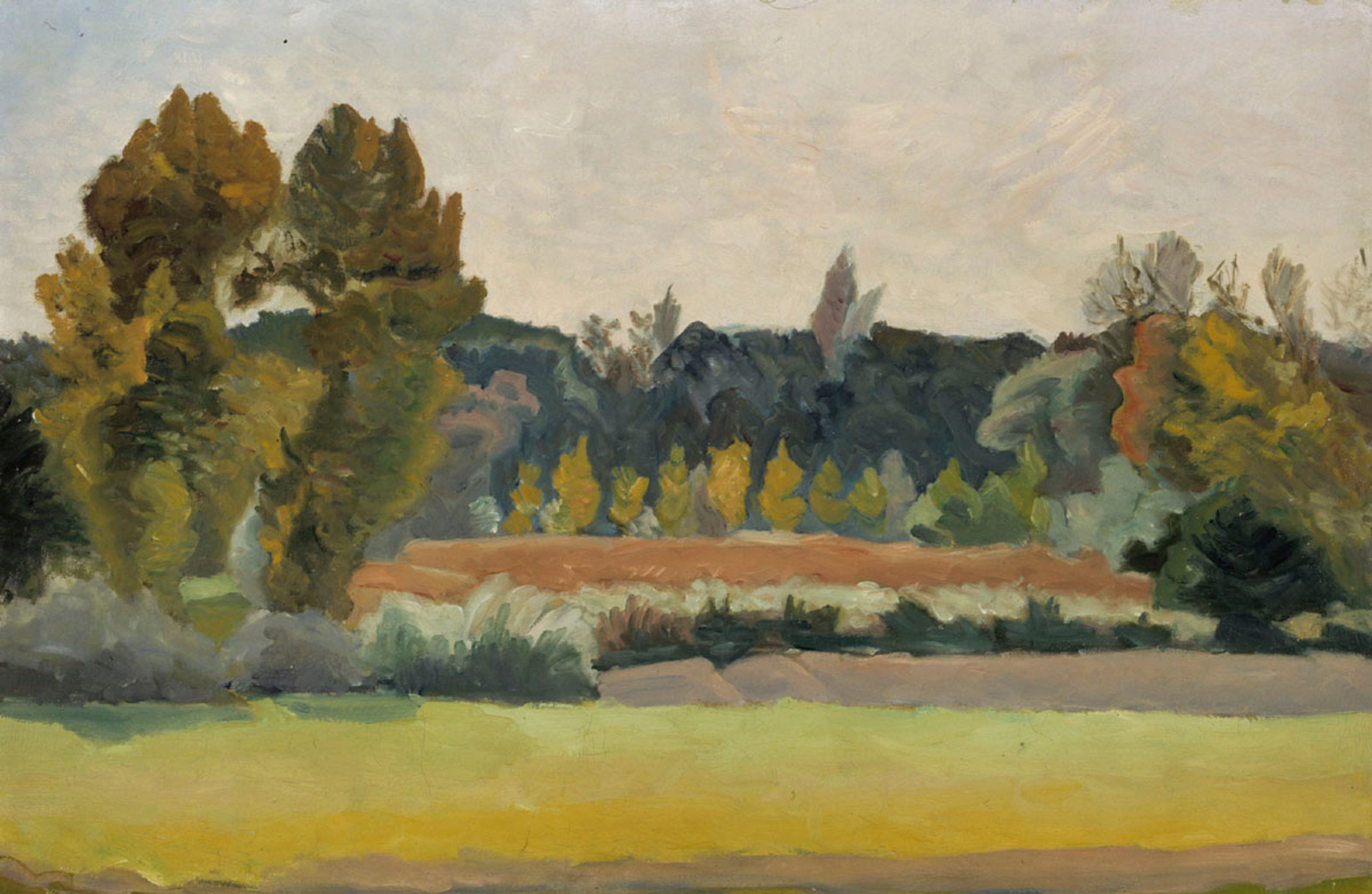